# Maximilian Strautmann
Maximilian Strautmann (* 1999) ist ein deutscher Politiker (Bündnis 90/Die Grünen). Er ist seit März 2025 Landesvorsitzender von Bündnis 90/Die Grünen Niedersachsen.

## Leben
Strautmann studierte ab 2019 Sozialwissenschaften an der Universität Osnabrück. Er schloss das 2023 mit dem Bachelor of Arts ab. Seither absolviert er ein Master-Studium des Managements in Nonprofit-Organisationen an der Hochschule Osnabrück. Seit 2022 ist er für den Landtagsabgeordneten Volker Bajus (Grüne) tätig.
Strautmann ist seit 2021 Co-Vorsitzender der Grünen in Osnabrück. Ab 2023 war er Beisitzer des Landesvorstands der Grünen in Niedersachsen. Am 22. März 2025 wurde er gemeinsam mit Greta Garlichs zum Landesvorsitzenden von Bündnis 90/Die Grünen Niedersachsen gewählt.